# 罗尔夫·海因茨曼
罗尔夫·海因茨曼（德語：Rolf Heinzmann，？—），瑞士男子高山滑雪运动员。他曾代表瑞士参加1980年、1984年、1994年、1998年和2002年冬季残疾人奥林匹克运动会高山滑雪比赛，获得十二枚金牌和二枚银牌。